# Ereveld Kembang Kuning

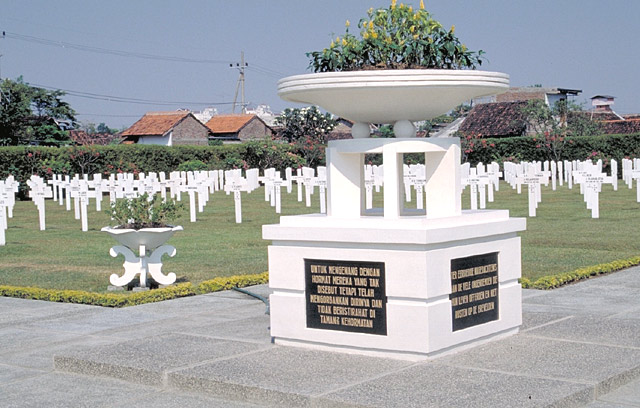
Ereveld Kembang Kuning

Ereveld Kembang Kuning is een erebegraafplaats in de Indonesische stad Soerabaja.
Op het ereveld zijn zowel burgerslachtoffers als militairen van het voormalige Koninklijk Nederlandsch-Indisch Leger en van de Mariniersbrigade in Nederlands-Indië begraven. Er liggen op het ereveld meer dan vijfduizend slachtoffers begraven. Midden op het ereveld staat het Karel Doorman-monument. Dit monument herinnert aan de Slag in de Javazee op 27 februari 1942, waarbij 918 marinemannen de dood vonden. Van de 915 vermisten staan de  namen  op vijftien bronzen platen op de achterzijde van het monument. Slecht drie slachtoffers van de Slag in de Javazee vonden een rustplaats op het Karel Doormanhof op Kembang Kuning. 

## Hier begraven
Onder meer:
- Hendrik van Baak [4]
- R.W. Berghuis
- Jan Marie Lodewijk Ignatius Chömpff
- Simon Arnoldus Dikstaal
- Familie Francken
- Hans Herbert Moritz Fuhri
- Bastiaan Huibregt Hagendijk
- Carel Kranenburg
- Willem Marie van Moppes
- Jan Storm van 's Gravesande
- G.J. Hettema